# Острожецьке князівство
Острожецьке князівство — невеличке удільне васальне князівство 14—16 ст. у Великому князівстві Литовському (від 1569 — Речі Посполитій). Включало землі на Волині з центром у Острожцю (нині у Рівненській області, Україна). Власниками були представники роду Головня. Герб являє собою щит, на якому вміщено знак у вигляді з'єднаних стовпом двох півкіл з кінцями, загнутими додолу і вбік; над щитом — шолом, у нашоломнику два дерева, навколо щита намет. У 1560-х роках нашоломник став у вигляді страусового пера та намету.

## Історія
На зламі XIV—XV ст. (між 1386 та 1399 роками) Дмитро Головня одержав у володіння князівство з центром у місті Острожець у Луцькій землі. Втім, ймовірно, згодом цей уділ було втрачено, оскільки у 1446 році великий князь Свидригайло передав ці володіння Іванові Дмитровичу на прізвисько «Лизинос» та його синовам Глібові, Михайлу та Василині, зазначивши, що повертає дідичині володіння.
"20 листопада 1446, в селі Несвіч  князь Свидриґайло Ольґердович слузі за вірну службу надав кн. Івану Дмитровичу дозвіл про повернення Острожця та інших сіл: Косарів, Блищани, Теренош, Войниця на річці Іква, Перекали у Радомишля два поселення, а біля Стубли, Дюксин, Суськ два поселення на річці Горині, та на річці Случі Андріїв(Березне), Бронне, Тишиця, Княже, Савидьковичі, Ченін, Моквин у Луцькому повіті, які тримав ще його батько князь Дмитро і які він сам разом з синами відтепер має посідати на вічному праві. Керувати тими доходами і приходами, що в цих селах, а саме: полями, лісами, пасіками, ловлі з річок, озер, ставів, ставищ, млинами, болотами, покладами, сіножатями, криницями, бобровими ловами, та всіма пожитками та правами."
Напочатку XVI ст. внаслідок фінансових негараздів та судових суперечок було втрачено міста Блищани, Терешів, Войниця, Перекали, Радомишль, Суськ. Тому через малий розмір і статки князів цей уділ не мав значного впливу в Волині. З огляду на це князі Острожецькі орієнтувалися на князів Острозьких й Корецьких, перебуваючи в їхньому почті, обіймаючи державні посади нижчої та середньої ланки.
Розширення володінь, активний обмін, купівля та продаж відбуваються з часів Петра Михайловича Головні-Острожецького (онука Івана Дмитровича Головні) у 1520—1530-х роках. У 1585 році після смерті князя Андрія Федоровича Острожецьке князівство припинило своє існування: його володіння поділили роди Потіїв, Острозьких, Козинських та Тушевицьких.